# Aleksander Zandecki
Aleksander Zandecki (ur. 8 października 1938 w Poznaniu, zm. 6 kwietnia 2023) – polski pedagog, profesor nauk humanistycznych, nauczyciel akademicki Uniwersytetu im. Adama Mickiewicza w Poznaniu, rektor Wyższej Szkoły Humanistycznej im. Króla Stanisława Leszczyńskiego w Lesznie, specjalności naukowe: aksjologia edukacyjna, metodologia pedagogicznych badań jakościowych, pedagogika szkoły wyższej, pedagogika społeczna.

## Życiorys
Od 1956 do 1970 pracował jako nauczyciel języka polskiego. W 1967 ukończył studia polonistyczne w Wyższej Szkole Pedagogicznej w Opolu. W 1970 rozpoczął studia doktoranckie na Uniwersytecie im. Adama Mickiewicza w Poznaniu, od 1972 był tam zatrudniony jako starszy asystent. W 1975 uzyskał stopień naukowy doktora i został zatrudniony jako adiunkt. W 1988 uzyskał stopień doktora habilitowanego, w 1990 mianowany docentem, w 1997 profesorem nadzwyczajnym W 1999 nadano mu tytuł naukowy profesora nauk humanistycznych.
Na Uniwersytecie im. Adama Mickiewicza był wicedyrektorem Instytutu Pedagogiki (1987–1993), prodziekanem Wydziału Studiów Edukacyjnych (1993–1999), od 1992 do 2009 kierował utworzonym przez siebie Zakładem Pedagogicznych Problemów Młodzieży na Wydziale Studiów Edukacyjnych. W latach 1994–2000 był redaktorem naczelnym pisma Studia Edukacyjne.
Równocześnie od 1991 do 2007 był kierownikiem Studium Pedagogicznego na Uniwersytecie Mikołaja Kopernika w Toruniu, w 2001 został rektorem nowo utworzonej Wyższej Szkoły Humanistycznej im. Króla Stanisława Leszczyńskiego w Lesznie, gdzie pracował na Wydziale Nauk Społecznych.
Pracował też w Wyższej Szkole Oficerskiej Wojsk Lądowych im. Generała Tadeusza Kościuszki we Wrocławiu na Wydziale Logistyki i Wojsk Pancernych w Poznaniu.
W 2007 pod jego kierunkiem stopień naukowy doktora uzyskała Violetta Kopińska.
W 1978 został odznaczony Złotym Krzyżem Zasługi, w 1989 Krzyżem Kawalerskim Orderu Odrodzenia Polski. W 2017 został Honorowym Obywatelem Miasta Leszna.